# Melbourne United
I Melbourne United sono una società cestistica avente sede a Melbourne, in Australia. Fondati nel 1931, e noti fino al 2014 con il nome di Melbourne Tigers, giocano nella National Basketball League.
Disputano le partite interne nello State Netball and Hockey Centre, che ha una capacità di 3.500 spettatori.

## Palmarès
- National Basketball League: 6

1993, 1997, 2006, 2008, 2017, 2021